# Ханибал Барка
Вижте пояснителната страница за други личности с името Ханибал.
Ханибал Барка е картагенски пълководец, главният противник на Рим в борбата за надмощие в Западното Средиземноморие през последните десетилетия на III век пр.н.е. Заради многобройните си победи над римските легиони във Втората пуническа война е смятан за един от най-добрите военни стратези от Древността до наши дни.

## Произход и младини
Роден към 247 година пр.н.е., Ханибал е най-възрастният син на военачалника Хамилкар Барка, който предвожда картагенските войски в Сицилия в края на Първата пуническа война и по-късно, при завладяването на южна Иберия. Израства в Иберия, където заминава още 9–годишен заедно с баща си. Освен военно обучение, получава отлично образование на пунически и гръцки език. Участва в сражението от 229 пр.н.е., в което иберите убиват Хамилкар. При управлението на зетя и наследник на Хамилкар – Хасдрубал, Ханибал се отличава като способен командир. Един от основните източници за живота и делата му – римският летописец Тит Ливий – го описва като неуморим, смел и вдъхновяващ водач с голям тактически талант, но, може би тенденциозно, добавя към качествата му жестокост, безчестие и нечестивост. Също Ливий, наред с Полибий, Апиан и други древни автори, записва преданието, че още като момче Ханибал се заклева във вечна вражда с Рим.

## Командване в Иберия
След убийството на Хасдрубал през 221 г. пр.н.е. картагенските воини в Иберия избират единодушно Ханибал за свой предводител, а народното събрание в Картаген потвърждава избора им. В поредица от походи през следващите две години той покорява Централна Иберия, побеждавайки обединеното опълчение на племената карпесии, олкади и ваккеи в битката на река Тагус. През 219 г. пр.н.е. напада съюзения с римляните град Сагунт. В боевете за овладяването му е тежко ранен, но се възстановява и превзема града след 8–месечна обсада, с което дава повод на Рим да започне Втората пуническа война.

## Поход в Италия
Без да дочака нападението на римляните, през пролетта на 218 година пр.н.е. Ханибал повежда армията си от Нови Картаген (днешна Картахена) през река Ибер (Ебро) и Пиренеите към южна Галия. Преодолявайки Алпите, през есента и зимата на същата година той слиза в долината на река Пад (По). В битките с местните племена и изпитанията на трудния преход през тези месеци армията му се стопява от 102 000 на 26 000 души.
Пресрещнат от римляните още в подножието на Алпите, Ханибал преодолява съпротивата им и за две години прекосява Италия надлъж и нашир, печелейки три големи сражения благодарение на отличната си кавалерия и на тактиката си, основана на особеностите на терена и на познанията за психологията на противника. След победата при Требия през декември 218 г. пр.н.е. той вдига на оръжие срещу Рим всички галски племена в Северна Италия. На следващата пролет Ханибал преминава Апенините, примамва в засада и избива войската на консула Гай Фламиний на брега на Тразименското езеро. Възпаление, получено при тежкия преход през блатистата равнина на Арно малко по-рано, му струва зрението на едното око. След поражението на Фламиний римляните за известно време избягват мащабни стълкновения, но през 216 г. пр.н.е. дават най-голямата битка от началото на войната. В равнината край крепостта Кана в областта Апулия Ханибал обкръжава армията им, която със своите над 80 000 бойци надвишава близо два пъти броя на собствените му воини, и я унищожава.
Сочена от военни теоретици през ХХ век като идеалния образец на битка за унищожение на врага, победата на Ханибал при Кана има за непосредствена последица разпадането на италийската конфедерация. От съюза си с Рим се отмятат повечето племена и градове на Южна Италия. На страната на Ханибал се обявяват и мощни противници в Сицилия и на Балканите – градът-държава Сиракуза и Македонското царство. Въпреки това и въпреки победите в още няколко сражения, той не получава адекватна подкрепа от Картаген и през следващите години започва да губи съюзниците си един след друг. За да спаси един от тях – Капуа (главния град на областта Кампания), през 211 г. пр.н.е. Ханибал напада самия Рим, но безрезултатно. През 209 г. пр.н.е. той губи и най-големия от гръцките градове в Италия – Тарент. С отмятането на италийците и поражението при Метавър на брат му Хасдрубал, дошъл на помощ с войска от Иберия, през 207 г. пр.н.е. Ханибал е принуден да се оттегли в най-южната част на Апенините – областта Брутий.

## Поражение
През 203 г. пр.н.е. – година след като Сципион нахлува в коренните територии на Картаген в днешен Тунис – Ханибал напуска Италия и по море се прехвърля с ветераните си в Африка, за да защити родния си град. Решителният сблъсък между двамата пълководци се състои през есента на следващата година. Битката при Зама завършва с пълен разгром на Ханибаловата армия от римските легиони и конницата на нумидийския вожд Масиниса. Ханибал успява да се измъкне от бойното поле и убеждава сънародниците си да приемат мирните условия на Сципион, пресичайки гласовете за съпротива до край.
След сключването на мирния договор Ханибал се заема да възстанови и укрепи финансово картагенската държава, задължена да изплаща значителна ежегодна контрибуция на Рим. Избран за суфет през 196 г. пр.н.е., той възпрепятства въвеждането на допълнителни данъци, а недостигащите за контрибуцията средства намира чрез събиране на стари задължения и борба с паричните злоупотреби на богаташите. За да елиминира съпротивата срещу тази политика, Ханибал прокарва и важна конституционна реформа – премахва пожизнения статут на така наречените „съдии“ от управляващия Съвет на 104–мата и го заменя с едногодишен мандат. Тъй като тези действия намират подкрепа сред мнозинството от гражданите, противниците на Ханибал се заемат да го отстранят, като го набеждават в Рим, че готви нова война с подкрепата на сирийския цар Антиох III. Когато римски делегати пристигат в Картаген, Ханибал не дочаква официалното искане за екстрадирането му в Рим и бяга с кораб на изток.

## Изгнание
Първото място, където Ханибал намира убежище, е финикийският град Тир във владенията на Антиох. През 193 г. пр.н.е., в навечерието на конфликта между Селевкидите и Рим, той вече е сред военните съветници на сирийския цар в Ефес, но съветът му за нахлуване в Италия остава нечут. В последвалата Римско-сирийска война Ханибал командва финикийска флота, която е разбита в битка с римските съюзници – родосците, между река Евримедон и град Сиде на югозападния бряг на Мала Азия. Войната е решена в полза на Рим в битката при Магнезия, а едно от мирните условия на победителите е да им бъде предаден Ханибал.
Принуден да бяга отново, Ханибал се спасява в Армения, където помага на местния владетел да изгради столицата си Артаксата. По-късно се установява във Витиния, която враждува с римския съюзник Пергам. Начело на флотата на витинския цар Прусий, Ханибал нанася поражение на пергамците. Въпреки това царят се съгласява да го предаде на римските пратеници. За да не попадне в ръцете им, Ханибал се самоубива с отрова. Това става в град Либиса, според някои автори през 183, а според други през 182 или 181 г. пр.н.е.